# Serenata (Amedeo Minghi)
Serenata è il sesto album del cantautore italiano Amedeo Minghi pubblicato nel 1987.
Il paroliere e poeta Pasquale Panella inizia da questo disco la collaborazione con Minghi (che proseguirà fino agli anni Duemila) firmando cinque brani su otto, celato dallo pseudonimo Duchesca.
Allo stesso tempo, questo album segna la fine della proficua collaborazione con Gaio Chiocchio, autore di quasi tutti i testi delle canzoni di Minghi dal 1983 e qui presente in soli due brani su otto.

## Tracce
Lato A
1. Serenata – 5:31 (testo: Duchesca (Pasquale Panella) – musica: Amedeo Minghi)
2. Hallo Hallo – 5:32 (testo: Duchesca (Pasquale Panella) – musica: Amedeo Minghi)
3. La breccia – 5:20 (testo: Gaio Chiocchio – musica: Amedeo Minghi)
4. Mississippi – 2:29 (testo: Duchesca (Pasquale Panella) – musica: Amedeo Minghi)

Lato B
1. Anni '60 – 5:25 (testo: Gaio Chiocchio – musica: Amedeo Minghi)
2. Nell'inverno – 5:39 (testo: Duchesca (Pasquale Panella) – musica: Amedeo Minghi)
3. Tema d'amore (strumentale) – 2:40 (musica: Amedeo Minghi)
4. Mia vita – 6:00 (testo: Duchesca (Pasquale Panella) – musica: Amedeo Minghi)

## Formazione
- Amedeo Minghi – voce, pianoforte
- Max Costa – tastiera, programmazione
- Dino D'Autorio – basso, batteria elettronica
- Ellade Bandini – batteria
- Michele Santoro – chitarra, tastiera, pianoforte
- Lele Melotti – batteria
- Claudio Bazzari – chitarra